# دوغلاس جيبسون
دوغلاس جيبسون هو ناقد سينمائي كندي، ولد في 4 ديسمبر 1943 في كيلمارنوك ‏ في المملكة المتحدة.

## وصلات خارجية
- الموقع الرسمي